# Marie Kudeříková

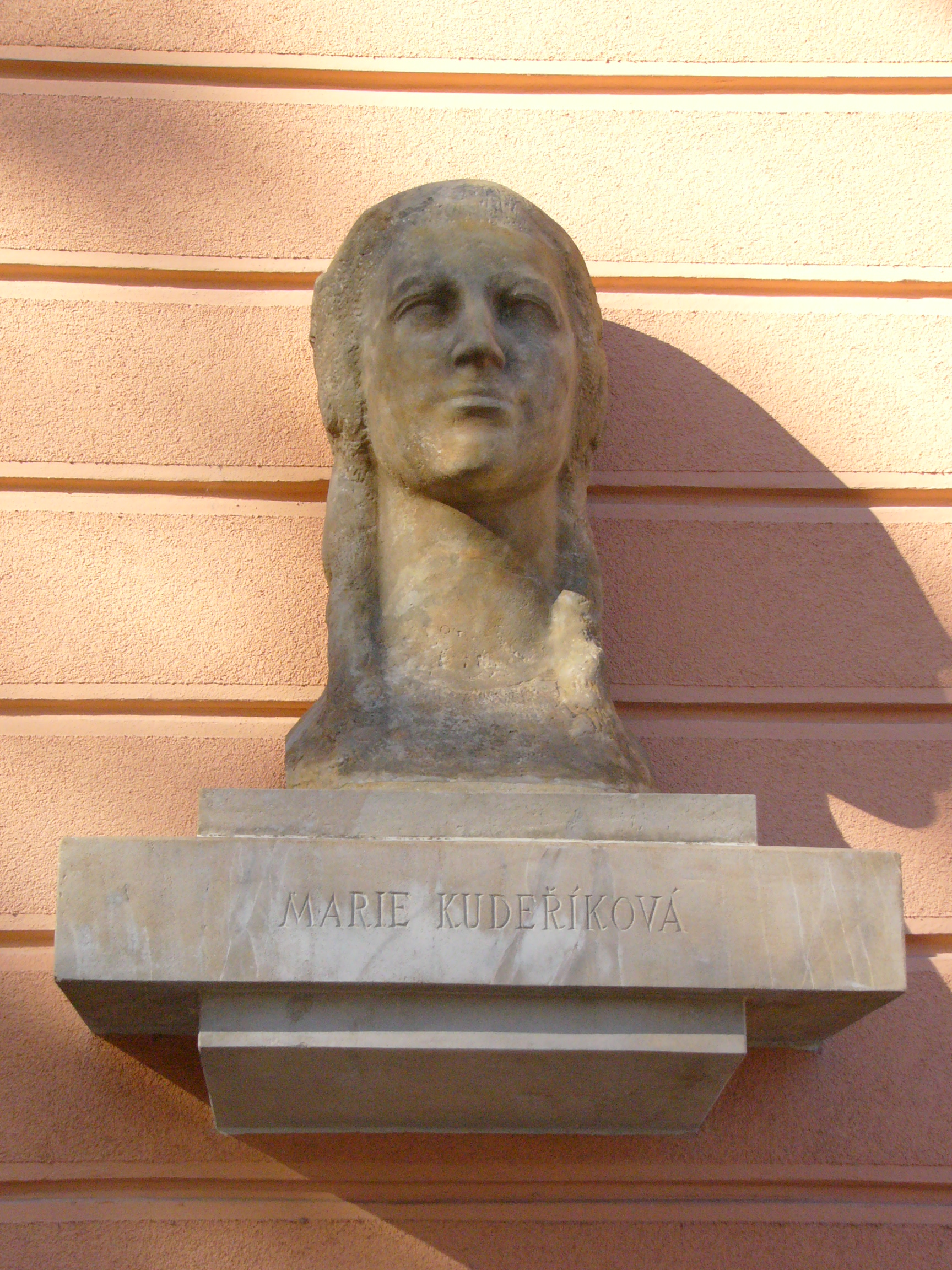
Büste von Marie Kudeříková

Marie Kudeříková (* 24. März 1921 in Vnorovy; † 26. März 1943 in Breslau) war eine tschechische Widerstandskämpferin, Studentin und Aktivistin des tschechoslowakischen antifaschistischen Widerstandes.

## Leben
Marie Kudeříková besuchte das Gymnasium im mährischen Strážnice, das 1956 zu ihren Ehren nach ihr benannt wurde. Nach dem Abitur 1940 besuchte sie eine Sprachschule in Veverská Bítýška. Hier fing sie an, an illegaler Widerstandsarbeit teilzunehmen, sie nahm Kontakte zu verschiedenen an die Kommunistische Partei angeschlossenen Jugendorganisationen auf und arbeitete teilweise in deren Führungsgremien. Ihre Tätigkeit bestand aus Vervielfältigung und Verbreitung illegaler Presseerzeugnisse, aber sie war auch an Sabotageakten beteiligt.
Am 5. Dezember 1941 wurde sie verhaftet und in Brünn und Prag verhört; am 16. November 1942 wurde sie beim Gericht in Breslau zum Tod verurteilt, und am 26. März 1943 mit der Guillotine enthauptet.
Aus der Todeszelle halfen ihr einige Mithäftlinge, insgesamt 32 Blätter und Briefe hinaus zu schmuggeln, die 1961 in einem Sammelband veröffentlicht wurden.
Aufgrund ihrer Zugehörigkeit zur KP der Tschechoslowakei wurde ihre Rolle durch das kommunistische Regime in der Tschechoslowakei überschätzt.

## Von und über M. Kudeříková
- Zlomky života – Listy z vězení (Marie Kudeříková), Československý spisovatel, Praha 1961 (Fragmente des Lebens – Blätter aus dem Gefängnis), Zusammenstellung von aus dem Gefängnis geschmuggelten Briefe
- ...a pozdravuji vlaštovky (… und ich grüße die Schwalben), ein Film über M. Kudeříková, 1972, 87 min, Regie: Jaromil Jireš